# 哈库普
哈库普是纽埃14个村之一。根据2006年的统计，该村人口为162，是纽埃人口第三多的村庄。

## 地理
哈库普位于纽埃东南部，临近马塔塔马内角。有公路连接阿洛菲（西北12km）、阿瓦泰莱（西7km）、利库（东12km）、拉凯帕（东16km）和穆塔劳（北20km）。